# Fabasoft Cloud
Fabasoft Cloud ist ein Softwareprodukt für Cloud-Computing mit Funktionen für Dokumentenmanagement und Kollaboration über das Internet. Es wurde vom Unternehmen Fabasoft in Linz entwickelt, im Januar 2010 unter dem Namen Fabasoft Folio Cloud erstmals der Öffentlichkeit vorgestellt und heißt seit 2015 Fabasoft Cloud. Gemäß Definition des NIST für Cloud Computing ist Fabasoft Cloud eine Public Cloud, die als Software as a Service zur Verfügung steht und auch über Smartphones (iOS, Blackberry und Android) verwendet werden kann.

## Merkmale
Fabasoft Cloud ist ein Cloud-Computing-Service zur Zusammenarbeit über das Internet. Die Benutzeroberfläche ist aktuell in 19 Sprachen verfügbar. Das Produkt ist webbasiert. Die Verwendung erfolgt direkt via Internet über den Webbrowser.
Collaboration Tool
Benutzer arbeiten in Fabasoft Cloud in sogenannten „Teamrooms“ gemeinsam an Dokumenten. Ein Teamroom ist ein geschlossener Bereich nur für Teammitglieder, wobei diesen unterschiedliche Rechte (Leserechte, Bearbeitungsrechte oder alle Rechte) eingeräumt werden können.
Workflows in Fabasoft Cloud ermöglichen strukturierte Zusammenarbeit. Beispielsweise ist es möglich, den Geschäftsprozess für die Freigabe eines Dokuments durch verschiedene Anwender oder Gruppen in Fabasoft Cloud abzubilden.
Fabasoft Cloud integriert Skype und andere Werkzeuge für direkte Kommunikation wie beispielsweise Newsfeeds und Instant Messaging.
Sicherheit
Fabasoft ist zertifiziert nach ISO 27001, ISO 20000, ISO 9001 und geprüft gemäß SAS 70 Typ II.
Die Daten in Fabasoft Cloud werden in zwei gespiegelten Rechenzentren in Zentraleuropa gespeichert und synchron gehalten. Zusätzlich wird ein Backup der Daten in einem dritten Rechenzentrum aufbewahrt. Die Anwender können entscheiden, in welcher Cloud Lokation ihre Daten vorgehalten werden. Durch die Wahl der Cloud Lokation wird das Rechenzentrum bestimmt, in dem die Daten physisch gespeichert werden.
Die gesamte Kommunikation und Übertragung von Daten wird über HTTPS verschlüsselt.
Fabasoft Cloud integriert sichere Anmeldeverfahren wie die Zwei-Faktor-Authentifizierung mit Mobile-PIN oder den Login mit digitalen Identitätskarten (Deutscher Personalausweis, Österreichische Bürgerkarte mit Handysignatur, SuisseID).
Dokumentenmanagement
Es besteht die Möglichkeit, lokale Verzeichnisse vom PC in Fabasoft Cloud abzubilden und mit entsprechenden Lese- bzw. Schreibrechten für Dritte zu versehen. Eine Synchronisierungsfunktion ist ebenfalls eingebaut. Fabasoft Cloud kann außerdem über WebDAV als Netzlaufwerk eingebunden werden. Dokumente für Microsoft Office, Apple iWork und OpenOffice.org sowie weitere Dateiformate können direkt in Fabasoft Cloud erzeugt werden.
Die Versionsverwaltung erstellt automatisch von jeder Bearbeitung eine eigene Kopie des Dokumentes. Damit können alle Arbeitsschritte lückenlos zurückverfolgt werden.
Mobiler Einsatz
Über die Unterstützung offener Standards wie WebDAV, CalDAV und CMIS unterstützt Fabasoft Cloud mobile Geräte mit den gängigsten Betriebssystemen wie Apple iOS, Android, Blackberry, Windows Phone 7. Im Google Play Store und im Apple App Store sind Anwendungen speziell für den Einsatz auf Android- und iOS-Geräten verfügbar.
Fabasoft Cloud nutzt Mindbreeze Mobile als integrierte mobile Suche.

## Auszeichnungen
Fabasoft Folio Cloud wurde 2011 mit dem Pentadoc ECM Award ausgezeichnet und erreichte den zweiten Platz bei Best in Cloud der Computerwoche als Platform as a Service.
2012 gewann Fabasoft Folio Cloud den Innovationspreis-IT 2012 der Initiative Mittelstand, erreichte den zweiten Platz bei den EuroCloud Deutschland Awards und wurde bei Best in Cloud der Computerwoche als beste Platform as a Service ausgezeichnet. 2013 erhielt Fabasoft Folio Cloud den EuroCloud Deutschland Award 2013 in der Kategorie „Best Business Impact“, den EuroCloud.Austria Award 2013 in der Kategorie „Best Case Study Commercial Stector“ und den EuroCloud Europe Award 2013 in der Kategorie „Best Business Impact by Cloud Services“. Daneben erhielt Fabasoft den Detecon ICT Award 2013  sowie beim deutschen Best in Cloud Award den Innovationspreis 2013 und den dritten Platz in der Kategorie Private/Hybrid Cloud.